# Blair Suffredine
Blair Suffredine (né en 1951) est un homme politique canadien de la Colombie-Britannique. Il est député provincial libéral de la circonscription britanno-colombienne de Nelson-Creston de 2001 à 2005.

## Biographie
Né à Saskatoon en Saskatchewan, Suffredine réalise une formation en administration à l'Université de la Saskatchewan et ensuite une formation en droit à Regina en 1974. S'établissant à Nelson en 1975, il pratique le droit et ouvre sa propre firme en 1983. Il enseigne également des cours en droit commercial au Selkirk College (en) de Castlegar. Fait conseiller de la reine en 1986, il sert aussi comme président de l'Association du bareau de Kootenay.
Le 24 mai 2010, Suffredine sort indemne d'un écrasement d'un petit avion dans le lac Kootenay.
En 2017, il est avocat de la défense pendant le procès du chef fondamentalisme mormon Winston Blackmore (en) pour une cause de polygamie.